# Žernov (vrch)
Žernov (277 m n. m.) je vrch v okrese Pardubice Pardubického kraje. Leží asi 2 km severně od obce Horní Ředice na pomezí katastrálních území Horní Ředice a obce Dolní Ředice.

## Popis
Je to výrazný denudační hřbet ze slínovců a vápnitých jílovců svrchního turonu až coniaku. Vrch je zalesněný dubem a borovicí.
Vrch je součástí přírodní rezervace Žernov, která byla vyhlášena 13. června 1995 za účelem ochrany a zachování zdejších dubohabrových lesů, jež spolu s rybníky Šmatlánem, Mordýřem a Smilkem, rákosinami a mokrými loukami tvoří ekologicky stabilní oblast. Vedle zmíněných rybníků, které jsou součástí rezervace, se na úbočí vrcholu nachází další vodní plocha, a sice jižně Ředický rybník. Severovýchodně od vrcholu je vedena silnice I/35.

## Geomorfologické zařazení
Geomorfologicky vrch náleží do celku Východolabská tabule, podcelku Pardubická kotlina a okrsku Holická tabule.